# Космос-2084
Космос-2084 је један од преко 2400 совјетских вјештачких сателита лансираних у оквиру програма Космос.
Космос-2084 је лансиран са космодрома Плесецк, СССР, 21. јуна 1990. Ракета-носач Молнија је поставила сателит у орбиту око планете Земље. Маса сателита при лансирању је износила 1800 килограма. Космос-2084 је био сателит за рано упозоравање на појаву интерконтиненталних балистичких ракета.